# Casafranca
Casafranca is een gemeente in de Spaanse provincie Salamanca in de regio Castilië en León met een oppervlakte van 29,61 km². Casafranca telt 69 inwoners (1 januari 2016).

## Demografische ontwikkeling
Bron: INE, 1857-2011: volkstellingen